# جزء من ألف من البوصة
جزء من ألف من البوصة هو وحدة طول مشتقة في نظام من الوحدات باستخدام البوصة. يساوي 1⁄1000 من البوصة.

## الاستخدام
- يشيع استخدام ألف من البوصة في الهندسة والتصنيع في البلدان غير المترية. على سبيل المثال، في تحديد:
  - سماكة العناصر مثل الورق والفيلم والرقائق والأسلاك وطلاء الطلاء وقفازات اللاتكس والأغطية البلاستيكية والألياف
  - يبلغ سمك معظم بطاقات الهوية البلاستيكية حوالي 30 جزء من ألف من بوصة (0.76 ملم).[2]
  - مقياس (قطر) الأوتار في الآلات الوترية[3]
- أبعاد التصنيع والتفاوتات، مثل:
  - في صناعة محركات السيارات القديمة (سمك حشية الرأس، أو كمية المواد المراد إزالتها من الرأس لضبط نسبة ضغط الأسطوانات.)
  - في خدمة محركات السيارات القديمة (تشمل الأمثلة النموذجية شمعة احتراق أو فجوة نقاط الاشتعال.)
  - تصنيع لوحات الدوائر المطبوعة (PCBs)[4][5] (على الرغم من أن أبعاد المكونات متوفرة الآن عادةً بالمليمترات، لأنها تُباع في جميع أنحاء العالم)
  - مواصفات الاسطوانات الهيدروليكية

هناك أيضًا وحدات مركبة مثل «ألف من البوصة في السنة» تستخدم للتعبير عن معدلات التآكل.

### الأعشار
في المعالجة الآلية، حيث غالبًا ما يتم التعامل مع الألف من البوصة كوحدة أساسية، يمكن الإشارة إلى 0.0001 بوصة (2.54 ميكرومتر) باسم «واحد على عشرة»، أي «عشر ألف» أو «واحد على عشرة آلاف». يتم تطبيق دقة أكبر (نطاقات التفاوت داخل عُشر واحد) في سياقات قليلة فقط: في تصنيع أو معايرة مقياس التوصيل وكتلة القياس، يتم التعبير عنها عادةً بالملايين من البوصة أو، بدلاً من ذلك، بالميكرومتر؛ في تقنية النانو، يتم استخدام أجهزة قياس النانومتر أو البيكومتر.

## القيمة
- 1 جزء من ألف من البوصة = 0.001 بوصة دولية
- 1 جزء من ألف من البوصة = 0.0254 ملم
- 1 جزء من ألف من البوصة = 25.4 ميكرومتر
- 1 جزء من ألف من البوصة = 0.00254 سنتيمترا
- 1 جزء من ألف من البوصة = 0.0000833333 أقدام
- 1 جزء من ألف من البوصة = 2.5400000000000002×10−8 كيلومتر
- 1 جزء من ألف من البوصة = 0.0000254 متر
- 1 جزء من ألف من البوصة = 25400 نانومتر
- 1 جزء من ألف من البوصة = 1.371490280777538×10−8 ميل بحري

## تاريخ الاستخدام
يُعزى تقديم جزء من ألف من البوصة كوحدة أساسية معقولة في الهندسة والتصنيع بشكل عام إلى جوزيف ويتوورث الذي كتب في عام 1857:
.... بدلًا من تفكير المهندسين والميكانيكيين في الثمانين والسادس عشر والثلاثين ثانية من البوصة، من المستحسن أن يفكروا ويتحدثوا في أعشار ومئات وألف...
كانت نقطة ويتوورث الرئيسية هي الدعوة إلى التقسيم العشري بدلاً من الكسور بناءً على النصف المتتالي؛ ولكن في ذكر الألف، كان يطرح أيضًا فكرة تقسيم أدق مما كان مستخدمًا سابقًا. حتى هذا العصر، كان العمال مثل عمال المطاحن، وصانعي الغلايات، والميكانيكيين يقاسون فقط في الكسور التقليدية من البوصة، مقسمة إلى النصف المتتالي، وعادة ما يصل إلى 64 فقط (1, 1⁄2, 1⁄4, 1⁄8, 1⁄16, 1⁄32, 1⁄64). كل 64 هو حوالي 16 ألف من البوصة.